# Litania de Rá
A Litania de Rá (ou mais precisamente "O Livro de Orações a Rá no Leste, Orando para o Unido no Leste") é um importante texto funerário do Antigo Egito no período Império Novo. Como muitos textos funerários, ele era escrito dentro das tumbas para ajudar e ser usado pelo falecido no outro mundo. Entretanto, o que o diferencia de outros textos é que este estava reservado apenas para uso de Faraós ou nobres muito favorecidos.
A Litania é composta de duas partes; a primeira invoca o Sol, Rá, em 75 formas diferentes e a segunda é uma série de orações nas quais o faraó assume partes da natureza e das divindades, mais especificamente do deus do Sol.
Desenvolvido na décima oitava dinastia, a Litania de Rá também faz elogios ao faraó para que esse una-se com o deus do Sol e outros deuses. O texto foi usado na entrada de muitas tumbas do tempo do faraó Seti I, porém conhece-se o texto também da tumba de Tutemés III e da tumba de seu vizir Useramom.